# Зборовский, Андрей Олегович
Андрей Олегович Зборовский (укр. Андрій Олегович Зборовський; род. 25 февраля 1986, Симферополь) — украинский футболист, полузащитник клуба «Гвардеец».

## Биография
Воспитанник симферопольской «Таврия». Профессиональную карьеру начал в дубле «Таврии» летом 2004 года. Летом 2006 года отправился в аренду в красноперекопский «Химик». Зимой 2007 года попал в основу «Таврии». В Высшей лиге дебютировал 22 апреля 2007 года в матче против львовских «Карпат» (0:2) — вышел на 89 минуте вместо нигерийца Лаки Идахора.

## Достижения
- Обладатель Кубка Украины: 2009/10